# Cafuá das Mercês
A Cafuá das Mercês ou Museu do Negro é um museu localizado em São Luís, no Maranhão, dedicado a preservar e difundir a memória da cultura negra do estado.
Cafuá é uma palavra originada do dialeto banto, e significa cova, caverna, lugar escuro e isolado. O museu fica localizado no Centro Histórico de São Luís, ao lado do Convento das Mercês.

## Histórico
O museu funciona em um antigo mercado de escravos, que foi construído no século XVIII para receber os negros africanos, que desembarcavam no Portinho vindos da África, para ali serem comercializados.
É muito provável que este tenha sido o endereço de uma companhia comissária fundada por Antônio Bernardo Garrett e Raimundo José de Souza Gayoso, na década de 1780, especializada na importação de africanos escravizados e abastecimento de navios com algodão e arroz.
Foi adquirida pelo governo estadual em 1970, tendo sido restaurada e aberta às visitações dois anos mais tarde, quando foi inaugurado o Museu do Negro, no dia 5 de fevereiro.

## Estrutura
O prédio, em estilo colonial, tem um aspecto sombrio, com uma fachada uniforme, com apenas uma porta principal, cercada por seteiras, que são emolduradas por argamassas ao seu redor, sendo as únicas aberturas de luz e ventilação do prédio, indicando a tirania da escravatura. Tem somente dois pavimentos, com um compartimento cada, embora já tenha sido um prédio maior no passado.
- Pátio interno: revestido de cantaria e cercado por um alto muro de pedras, abriga uma réplica de pelourinho, outrora existente no Largo do Carmo, executada conforme um desenho do livro “ O Cativeiro”, de Dunshee Abranches.[1]
- Salão do primeiro pavimento: com piso de lajota de cerâmica, com objetos relativos ao período da escravidão, peças da arte africana, além de fotos referentes às duas casas mais antigas do culto afro-maranhense (Tambor de Mina).[1]
- Salão do segundo pavimento: em um quarto sem janelas, com a iluminação sendo feita pelas seteiras, piso de assoalho de tábua corrida e forro de madeira. Nele, estão objetos relativos ao período da escravidão e peças da arte africana.[1]

## Acervo
No seu acervo, a Cafuá das Mercês tem objetos de cultos religiosos de origem africana como indumentária, instrumentos musicais, estatuetas, cabaças, cachimbos e parelhas do Tambor de Mina, importantes fotografias de mães e filhos de santos da Casa de Nagô e das Minas, além de instrumentos de suplício da época da escravidão negra. Há uma valiosa coleção de arte africana proveniente de diversas regiões e etnia da África, a exemplo de grupos culturais como Bambara, Dogon, Senufo e outros. No seu pequeno pátio interno, há uma réplica do pelourinho que ficava no Largo do Carmo.